# Телков, Василий Фёдорович
Василий Фёдорович Телков (19.12.1911, Рязанская область — 27.09.1976) — советский военнослужащий, участник Великой Отечественной войны, полный кавалер ордена Славы, командир отделения 8-го отдельного гвардейского саперного батальона гвардии старший сержант — на момент представления к награждению орденом Славы 1-й степени.

## Биография
Родился 19 декабря 1911 года в селе Путятино, ныне районный центр Путятинского района Рязанской области,. Окончил 3 класса. Был заместителем председателя колхоза.
В Красной Армии с 1938—1940 годах проходил службу в Красной Армии. Вновь призван в армию в июне 1941 года. На третий день войны. Воевал на Западном фронте под Смоленском и Вязьмой, защищал Москву. В апреле 1942 года был ранен. После госпиталя, в декабре 1942 года, направлен в 8-й отдельный гвардейский саперный батальон, с которым прошел до конца войны.
Участвовал в сражении на Курской дуге, под городом Обоянью был снова ранен. После излечения догнал свою часть в сентябре 1943 года, на подступах к Днепру. 26 сентября в составе группы из 20 бойцов форсировал реку севернее город Кременчуг. Отряд захватил небольшой плацдарм и удерживал его до подхода основных сил. За эту операцию сержант Телков был награждён орденом Красной Звезды.
В ходе дальнейшего наступления 2-го Украинского фронта сержант Телков в составе своей части участвовал в боях за освобождение городов Александрия и Знаменка, участвовал в форсировании реки Южный Буг. Весной 1944 года, за участие в захвате нескольких «языков» награждён вторым орденом Красной Звезды.
С 17 октября 1944 года по 5 января 1945 года командир отделения гвардии сержант Телков с отделением проделывая проходы в заграждениях противника в 17 км восточнее города Буско-Здруй, и сопровождая разведывательные группы через минные поля, снял несколько десятков противотанковых мин и обезвредил несколько фугасов. Приказом от 11 января 1945 года гвардии сержант Телков Василий Фёдорович награждён орденом Славы 3-й степени.
В ночь на 24 января 1945 года при форсировании реки Одер у населенного пункта Шнайдельвитц гвардии сержант Телков совершил 17 рейсов. Переправил на левый берег свыше 350 солдат, 7 тонн боеприпасов и продовольствия, вынес с поля боя 18 раненых. В ночь на 25 января 1945 года с группой саперов у железнодорожной станции Линден подорвал железнодорожное полотно, чем прервал на некоторое время движение вражеских эшелонов. Приказом от 26 февраля 1945 года гвардии сержант Телков Василий Фёдорович награждён орденом Славы 2-й степени.
16 апреля 1945 года севернее города Мускау в составе взвода на лодках переправил через реку Нейсе 2 стрелковой роты, 10 минометов, 12 пулеметов. На берегу реки бойцы сняли свыше 80 противопехотных мин. Находясь в боевых порядках стрелковых подразделений, с саперами навел 2 штурмовых моста, разобрал 4 завала. 19 апреля в районе города Шпремберг произвел разведку реки Шпре.
Указом Президиума Верховного Совета СССР от 27 июня 1945 года за исключительное мужество, отвагу и бесстрашие, проявленные на заключительном этапе Великой Отечественной войны в боях с вражескими захватчиками гвардии старший сержант Телков Василий Фёдорович награждён орденом Славы 1-й степени. Стал полным кавалером ордена Славы.
В 1945 году был демобилизован. Вернулся в родное село. Был председателем колхоза. Скончался 27 сентября 1976 года.
Награждён двумя орденами Красной Звезды, орденами Славы 3-х степеней, медалями. После смерти ветерана награды были переданы в музей, откуда были похищены и проданы на аукционе в США. В настоящее время находятся в частной коллекции.
Его имя увековечено на мемориале в районном центре селе Путятино, в селе его именем названа улица.